# 花田えりか
花田 えりか（はなだ えりか、本名：李 周映（イ・ジュヨン））は韓国・ソウル特別市出身のミュージカル女優である。元劇団四季。『夢から醒めた夢』への出演を最後に、2009年に退団、帰国した。

## 出演作品
- 夢から醒めた夢（マコ）
- ウエストサイド物語（マリア）
- 劇団四季 ソング&ダンス55ステップス（ヴォーカルパート）